# Dedollarizzazione
     Stati Uniti
     Utilizzatori esterni del dollaro
     Valute ancorate al dollaro
     Valute ancorate al dollaro con fascia stretta
     Zona euro
     Utilizzatori esterni dell'euro
     Valute ancorate all'euro
     Valute ancorate all'euro con fascia stretta

Uso globale del dollaro statunitense
Stati Uniti
Utilizzatori esterni del dollaro
Valute ancorate al dollaro
Valute ancorate al dollaro con fascia stretta
Uso globale dell'euro
Zona euro
Utilizzatori esterni dell'euro
Valute ancorate all'euro
Valute ancorate all'euro con fascia stretta

In economia la dedollarizzazione è l'abbandono del dollaro statunitense come valuta di riserva, mezzo di scambio o come unità di conto.
Il dollaro statunitense iniziò a sostituire la sterlina come valuta di riserva internazionale a partire dagli anni 1920, da quando uscì relativamente indenne dalla prima guerra mondiale e poiché gli Stati Uniti furono un significativo destinatario di afflussi d'oro della guerra. Dopo che gli Stati Uniti emersero come una superpotenza ancora più forte durante la seconda guerra mondiale, gli accordi di Bretton Woods del 1944 istituì il sistema monetario internazionale del dopoguerra, con il dollaro statunitense in ascesa fino a diventare la principale valuta di riserva al mondo per il commercio internazionale, e l’unica valuta post-bellica legata all’oro a 35 dollari per oncia troy.
Dall’istituzione del sistema di Bretton Woods, il dollaro statunitense è stato utilizzato come mezzo per il commercio internazionale. Il Dipartimento del tesoro degli Stati Uniti esercita una notevole supervisione sulla rete SWIFT dei trasferimenti finanziari, e di conseguenza ha un'enorme influenza sui sistemi di transazioni finanziarie globali, con la capacità di imporre sanzioni a entità e individui stranieri.

## Svalutazione del dollaro
Sotto il sistema di Bretton Woods istituito dopo la seconda guerra mondiale, il valore dell’oro era fissato a 35 dollari l’oncia, e il valore del dollaro era quindi ancorato al valore dell’oro. L’aumento della spesa pubblica negli anni ’60, tuttavia, portò a dubbi sulla capacità degli Stati Uniti di mantenere questa convertibilità: le riserve auree diminuirono quando le banche e gli investitori internazionali iniziarono a convertire i dollari in oro e, di conseguenza, il valore del dollaro iniziò a diminuire. Di fronte a una crisi valutaria emergente e al pericolo imminente che gli Stati Uniti non sarebbero più stati in grado di riscattare i dollari in oro, la convertibilità dell'oro fu finalmente interrotta nel 1971 dal presidente Nixon, provocando il cosiddetto Nixon shock.
Il valore del dollaro statunitense non era quindi più ancorato all’oro, e spettava alla Riserva federale mantenere il valore della valuta statunitense. La Riserva federale, tuttavia, continuò ad aumentare l’offerta di moneta, provocando negli anni '70 la stagflazione e un rapido calo del valore del dollaro. Ciò era in gran parte dovuto alla visione economica prevalente all’epoca, esemplificata dalla curva di Phillips, secondo cui l’inflazione e la crescita economica reale erano collegate, quindi l'inflazione era considerata relativamente positiva. Tra il 1965 e il 1981 il dollaro statunitense perse due terzi del suo valore.
Secondo le parole di Stephen Jen riportate da BNN Bloomberg nel 2023, lo status del dollaro come riserva sta diminuendo più rapidamente di quanto sia comunemente ritenuto, con numerosi analisti che trascurano le significative fluttuazioni del tasso di cambio dell'anno precedente. La quota globale del biglietto verde nelle riserve è diminuita lo scorso anno ad un ritmo dieci volte più veloce rispetto alla velocità media osservata negli ultimi vent’anni, poiché diverse nazioni hanno cercato opzioni alternative in seguito alle sanzioni imposte a causa dell’invasione russa dell’Ucraina del 2022. Tenendo conto degli aggiustamenti del tasso di cambio, il dollaro ha registrato un calo della quota di mercato di circa l’11% dal 2016, mentre del doppio dal 2008.